# Хронолект
В лингвистике хронолектом (редко темпоральным диалектом) называют особую разновидность речи, характеристики которой, в частности, определяются факторами, связанными со временем. Таким образом, его можно противопоставить социолекту, этнолекту или геолекту. В исторической лингвистике хронолект устанавливается более или менее равным определенному этапу развития языка. Многие хронолекты вымерли или находятся под угрозой исчезновения.
Хронолект — это лингвистический вариант, который относится различным способам разговора, которые могут быть у людей разного возраста, говорящих на одном языке. То есть хронолект зависит от возраста говорящего. Например, инфантильный (детский) хронолект. Пример хронолекта — среднефранцузский язык.